# Општина Жетале
Општина Жетале (словен. Žetale) је једна од општина Подравске регије у држави Словенији. Седиште општине је истоимено насеље Жетале.

## Природне одлике
Рељеф: Општина Жетале налази се у источном делу Словеније, у словеначком делу Штајерске. Јужна граница општине је истовремено и државна граница са Хрватском. Општина се простире у југозападном делу горја Халозе. Највиша планина на подручју општине у оквиру овог горја је Доначка гора.
Клима: У општини влада умерено континентална клима.
Воде: На подручју општине нема значајнијих водотока. Највећи водоток је поток Рагатница. Сви водотоци су у сливу Драве.

## Становништво
Општина Жетале је ретко насељена.

## Насеља општине
| - Добрина - Жетале - Кочице - Надоле - Черможише |

## Додатно погледати
- Жетале